# Sabatinca delobelli
Sabatinca delobelli là một loài bướm đêm thuộc họ Micropterigidae. Nó được Viette miêu tả năm 1978. Nó được tìm thấy ở Nouvelle-Calédonie.